# Carl Critchlow
Carl Critchlow (Liverpool, 1963) è un fumettista inglese che lavora principalmente nel campo dei fumetti di fantascienza.

## Biografia
Il suo stile fully-painted, che deve qualcosa all'energia di Simon Bisley malgrado abbia una forte conoscenza dell'anatomia, contribuì alla serie Judge Dredd come pure a Son of the Mean Machine e l'avventura The Ultimate Riddle di Dredd contro Batman. Ha anche illustrato più di duecento carte del gioco di carte collezionabili Magic: l'Adunanza, edito dalla Wizards of the Coast.
Ha lavorato anche con Pat Mills sul terzo libro della serie di fumetti Flesh, intitolato Flesh III: La leggenda di Shamana.